# Tanushimaru
Tanushimaru (田主丸町, Tanushimaru-machi) es una población del distrito de Ukiha, en la prefectura de Fukuoka, sur de Japón. En 2003 se censaron 21.204 personas,[cita requerida] con una densidad de 415.83 p/ km², en un área de 50.99 km².
En febrero de 2005, el municipio de Tanushimaru perdió su independencia y fue absorbido por la vecina ciudad de Kurume, al igual que los pueblos aledaños de Kitano, Jōjima y Mizuma. En el pueblo se cultivan diversas plantas, destacando la uva, cuya recolección es una actividad turística popular. En Tanushimaru se planta la uva Kyohō.

## Historia
Se cree que Tanushimaru fue fundada en a finales de la era Keichō, en particular el 20 de octubre de 1614, cuando la familia del veterano político Kikuchi Tango (菊池丹後) y su familia recuperaron el yabu de Yoshise Osamu (吉瀬治部のやぶ).
Popularmente se dice que el nombre de la ciudad proviene de la expresión 楽しく生まる! (Tanoshiku umaru!) que quiere decir «que te diviertas».

## Sitios de interés

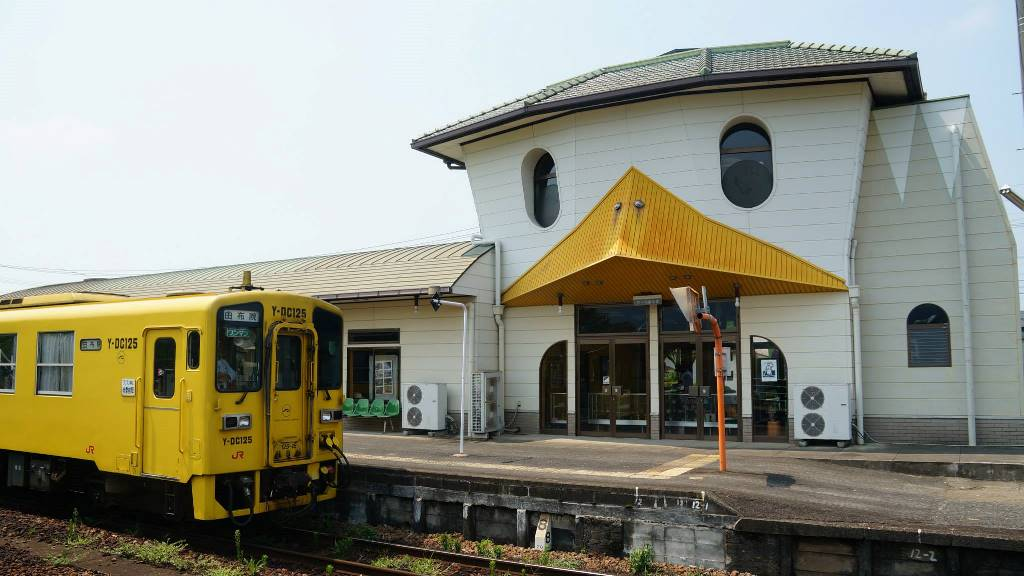
Estación de tren de Tanushimaru.

Es conocida la Estación de trenes de Tanushimaru (田主丸駅, Tanushimaru-eki) porque la edificación tiene una curiosa forma de Kappa, un ser mitológico japonés (yōkai) acuático que está asociado al pueblo.
Tanushimaru es famoso por sus aguas termales, la mejor de las cuales era Mino Onsen. Un plato típico de Tanushimaru es el unagi. 
El kappa es un símbolo local y la leyenda popular dice que de un río cercano nacen todos los kappas del Japón. Se pueden ver muchos monumentos al ser mitológico raniforme alrededor de la ciudad. Muchos de los habitantes locales ofrecen pepinos y sake en los santuarios kappa.